# Kỳ quyết cờ vây
Kỳ quyết cờ vây là những câu cách ngôn truyền thống, giúp người chơi tìm ra những nước đi tốt trong nhiều tình huống khác nhau. Chúng mang tính tổng quát, và với một kỳ quyết, sẽ luôn có những tính huống đặc biệt mà nó không áp dụng được. Nhận ra những tình huống như vậy là một phần trong quá trình nâng cao sức cờ của kỳ thủ. Thực tế là có vài kỳ quyết đối lập nhau, tuy nhiên chúng đều giúp người chơi chú ý vào mỗi tình huống xác định. 
Kỳ quyết, bài tập sống chết và kỳ phổ là ba phương pháp dạy cờ truyền thống chính.
Có nhiều sách nói về kỳ quyết, như quyển Minh họa kỳ quyết cờ vây (Go Proverbs illustrated) của Kensaku Segoe, xuất bản năm 1960. Những quyển sách như vậy không chỉ trích dẫn kỳ quyết mà còn giải nghĩa và ứng dụng của chúng.
Cũng có một số kỳ quyết nổi tiếng và được ứng dụng nhiều. Ví dụ, "Hãy đi nước mà đối phương muốn đi".

## Những kỳ quyết thường dùng
- Thêm một quân nữa dưới một quân ở hàng ba rồi hi sinh cả hai.
- Đừng tạo hình bánh táo.
- Đừng tạo hình tam giác trống.
- Đừng đâm ở điểm cắt.
- Đừng đâm hai bên hình nối tre.
- Đừng bao giờ cố cắt nối tre.
- Con nít cũng biết nối khi bị đâm.
- Tham thì thâm.
- Chơi nhanh thì chết nhanh.
- Hãy thua 50 ván đầu tiên càng nhanh càng tốt.
- Đừng đi 1, 2, 3, hãy chỉ đi 3.
- Hãy bẻ đầu ba quân.
- Hãy bẻ đầu hai quân.
- Nếu bạn không hiểu chinh quân thì đừng chơi cờ vây.
- Đen nên đầu hàng khi bốn góc về một chủ.
- Ở trong góc hoặc hàng ba, sáu quân thì sống, bốn quân thì chết.
- Ở hàng hai, tám quân thì sống, sáu quân thì chết.
- Hình hoa trị giá 30 mục.
- Nước nhảy khỉ trị giá 8 mục.
- Hãy giữ quân bạn kết nối nhau và chia cắt quân đối phương.
- Hãy học nước thủ cân trộm mắt.
- Hãy đi quân ở giữa một hình đối xứng.
- Những chuyện lạ sẽ có ở điểm 1-2.
- Hình thước thợ mộc sẽ thành KO.
- Cái lược là hình sống.
- Có cái chết ở trong nước bẻ.
- Bạn chỉ có một đám quân yếu. Những đám quân yếu khác của bạn sẽ chết.
- Yếu điểm của đối phương chính là yếu điểm của bạn.